# Voúla Papaïoánnou
Pour les articles homonymes, voir Papaioannou.
Voúla Papaïoánnou (grec moderne : Βούλα Παπαϊωάννου, Lamía, 1898 - Athènes, 1990) est une photographe grecque.

## Biographie
Voúla Papaïoánnou commence à travailler dans les années 1930, après son divorce avec l'écrivain Ioánnis Zervós (el), se concentrant sur l'étude des paysages, des monuments et des artefacts archéologiques.
Le déclenchement de la guerre en 1940 marque un tournant dans sa carrière, affectée par les souffrances de la population civile, elle documente les troupes, les premières victimes et lorsque Athènes est en proie à la famine, elle photographie la population et les enfants émaciés,.
Après la libération, en tant que directrice de l'unité photographique de l'UNRRA (Administration des Nations unies pour le secours et la reconstruction), elle parcourt la campagne grecque ravagée en enregistrant les conditions de vie difficiles de ses habitants, immortalisant les visages et les histoires personnelles de gens ordinaires dans des photographies qui mettent l'accent sur la dignité plutôt que sur la souffrance.
Dans les années 1950, le travail de Voúla Papaïoánnou exprime l'optimisme du lendemain de guerre. Les photographies de son pays, le montrent aride, baigné de lumière avec des habitants fiers et indépendants, malgré leur pauvreté.
Le travail de Voúla Papaïoánnou est catégorisé dans la tendance de la « photographie humanitaire »,.

## Livres
- 1953 : La Grèce : à ciel ouvert (Lausanne: La Guilde du Livre), (OCLC 6108947), 105 p.
- 1956 : Iles Grecques (Lausanne: La Guilde du Livre), (OCLC 715705475).